# Bordiów Wierch
Bordiów Wierch (755 m n.p.m.) – szczyt w zachodniej części Beskidu Niskiego. Położony jest w odległości ok. 1 km na NW wzdłuż grzbietu od bezimiennego szczytu o wysokości 777 m n.p.m. i wybitności 187 m nad przełęczą Pomiarki.
Piesze szlaki turystyczne:
- Flasza – Homola (712 m n.p.m.) – Bordiów Wierch (755 m n.p.m.) – Ropki – Huta Wysowska